# Duoda
Duoda, nascida por volta de 800 e morreu depois de 843, é uma aristocrata da época carolíngia, esposa do marquês Bernardo de Septimânia, e, foi excepcionalmente, na época, a autora de uma obra destinada à educação de seu filho, Guilherme. Era filha de Sancho I Lopez, duque da Gasconha. 
Após o nascimento de seu filho, bernardo enviou-a a Uzes, no sudoeste de França, onde parece ter passado o resto da sua vida, separada do marido. Aprendeu a viver sozinha, a governar os campos, a pedir empréstimos a cristãos e judeus para armar seu marido. Em 841 nasceu Bernardo, a quem o pai levou para a Corte a toda a pressa, sem baptizar. Tratava-se da corte do rei Carlos, o Calvo, onde ficou o menino como prova de lealdade do pai para com o rei. 
Duoda, só em seu castelo, escreveu um manual de educação a seu primogénito, o Manual para meu filho, entre o anos de 841 ou 842 e 843, primeiro tratado pedagógico da Idade Média. Este tratado, hoje de grande importância histórica mais do que literária, foi uma forma de tentar manter o vínculo com o filho arrebatado. Constitui um verdadeiro tratado de teologia moral para leigos, e é importante porque é o primeiro trabalho deste tipo escrito por uma mulher. No tratado, ela explica os seus ideais religiosos e mundanos, "... é um retrato notável de uma dama digna e culta, espancada, mas não esmagada pelas dificuldades da vida". 
O manual expõe muito claramente o sistema de duplo valor que Duoda queria apresentar a seu filho: o serviço a Deus, por um lado, mas também a defesa adequada do ideal de uma existência nobre nesta vida. Duoda insiste que ele deve agir nobremente, respeitando os cargos e fazendo dádivas, mas também mostrando cortesia com todos, não apenas a seus pares. Duoda está convencida de que este comportamento, quando combinado com a devoção cristã, lhe trará tanto felicidade terrena como a salvação eterna. 
O seu livro é um retrato notável de Duoda com todo o seu desejo humano por uma vida normal com seus filhos, mas com uma autêntica devoção religiosa e a dignidade e o autocontrole que poderiam ser esperados de uma mulher de sua linhagem. 

## Matrimónio
Esposa de Bernardo de Septimania, condessa de Barcelona e Gerona e duquesa de Septimania, com quem teve uma filha, Regelindis, e dois filhos, Guilherme de Septimania e Bernardo,  nomeado como seu pai.

## Edições
- Manual para meu filho [843] (edição de Edouard Bondurand), Paris, Picard, 1887 (reimpressão : Mégaritios Reimpressões, Genebra, 1978)
- Manual para meu filho [843] (edição de Claude Mondésert e Pierre Riche), Paris, Cerf, coll. Cristão Fontes, 1987.